# Прато ди Копола (Латина)
Прато ди Копола је насеље у Италији у округу Латина, региону Лацио.
Према процени из 2011. у насељу је живело 1501 становника. Насеље се налази на надморској висини од 2 м.